# Hubert Vos
Josephus Hubertus Vos, detto Hubert (Maastricht, 17 febbraio 1855 – New York, 8 gennaio 1935), è stato un pittore olandese.

## Biografia
Proveniente da Maastricht, dapprima fu editore, stabilendo un'impresa di stampa tra la città d'origine e Bruxelles. Appassionato di pittura, abbandonò infine la professione editoriale, studiando in tutte le principali città artistiche d'Europa, condividendo anche un periodo di studio a Parigi con Fernand Cormon. Nel 1877 si sposò con Aline Watteau, discendente del pittore Jean Antoine Watteau, e insieme ebbero una figlia, Isolde Vos, nata nel 1887.

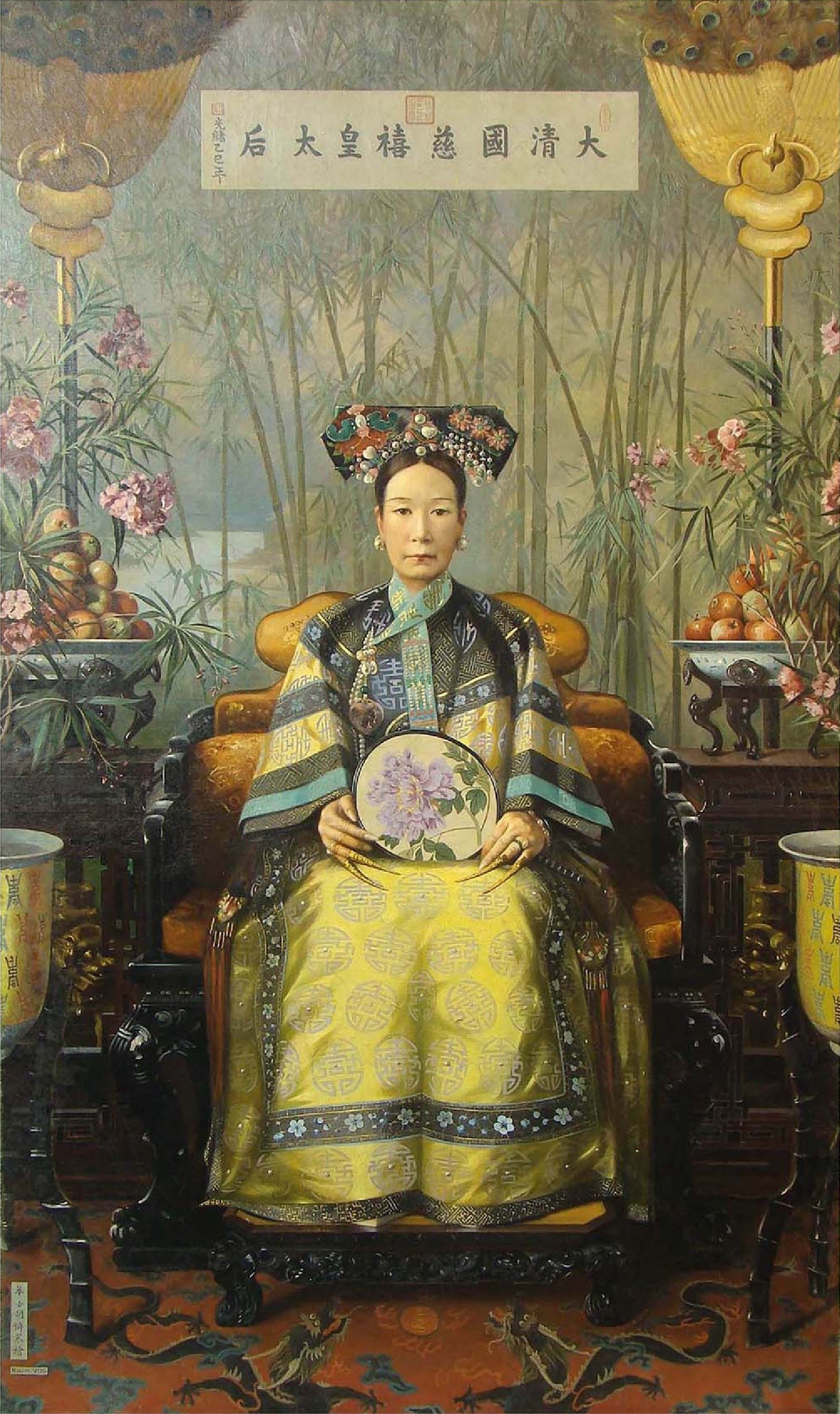
Ritratto dell'imperatrice vedova Cixi, una delle opere più note di Vos

Dal 1885 al 1892 risiedette nel Regno Unito, arrivando ad esporre anche alla Royal Academy of Arts. Di scuola accademico-realista, durante il periodo inglese Vos si distinse come critico di Paul Gauguin, di cui non apprezzava lo stile. Nel 1893 espose le proprie opere alla Fiera Colombiana di Chicago, e quest'esperienza fu fondamentale per la sua carriera: entrato in contatto con l'esotismo, ne rimase folgorato e decise di dedicare il resto della sua carriera artistica a questa corrente.
Rimasto vedovo, nel 1897 incontrò Kaikilani Coney, una cortigiana hawaiana della regina isolana Liliʻuokalani delle Hawaii, che sposò e da cui ebbe una seconda figlia, Marguerite Vos. Come luna di miele, i due intrapresero un viaggio attorno al mondo che sarebbe durato tre anni, e per un periodo risiedettero anche alla corte dell'imperatore Gojong di Corea, di cui Vos eseguì un ritratto. Nei primi anni del XX secolo Vos era ormai un rinomato ritrattista, ed era ricercato da clienti anche molto facoltosi, ed eseguì quindi ritratti di importanti personalità come Cixi (una delle sue opere più note) e Chun Afong.
Trasferitosi a New York dopo lunghi periodi di soggiorno nelle Hawaii, vi morì nel 1935 di polmonite.